# Frans Steven Karel Jacob van Randwijck (1904-1984)
Frans Steven Karel Jacob graaf van Randwijck (Bloemendaal, 14 december 1904 – Den Haag, 10 oktober 1984) was een Nederlands politicus.
Hij werd geboren als zoon van Lodewijk Leopold graaf van Randwijck (1871-1961) en Sophia Adriana Joanna Louise barones Taets van Amerongen (1874-1954). Hij is in 1932 aan de Rijksuniversiteit Utrecht afgestudeerd in de rechten. Daarna deed hij als volontair ervaring op bij de gemeente Soest. Van Randwijck was gemobiliseerd als reserve-eerste-luitenant der veldartillerie toen hij met ingang van 1 mei 1940 benoemd werd tot burgemeester van de Zeeuwse gemeente Nieuw- en Sint Joosland. Midden 1966 ging die gemeente op in de gemeente Middelburg waarmee zijn functie kwam te vervallen. Van Randwijck overleed in 1984 op 79-jarige leeftijd.